# Corydalis racemosa
Corydalis racemosa är en vallmoväxtart som först beskrevs av Carl Peter Thunberg, och fick sitt nu gällande namn av Christiaan Hendrik Persoon. Corydalis racemosa ingår i släktet nunneörter, och familjen vallmoväxter. Inga underarter finns listade i Catalogue of Life.